# Processo gaussiano
In teoria delle probabilità un processo gaussiano è un processo stocastico f(x) tale che prendendo un qualsiasi numero finito di variabili aleatorie, dalla collezione che forma il processo aleatorio stesso, esse hanno una distribuzione di probabilità congiunta gaussiana.
Un processo gaussiano è specificato interamente dalla sua media {\displaystyle m_{f}}(x) e dalla covarianza {\displaystyle k_{f}}(x,x'), e viene indicato nel modo seguente:
{\displaystyle \operatorname {f} (\mathbf {x} )\sim {\mathcal {N}}(m_{f}(\mathbf {x} ),k_{f}(\mathbf {x} ,\mathbf {x} '))}
Talvolta si assume che la media sia pari a zero e spesso si sceglie come insieme indice quello temporale cosicché il processo gaussiano risulti definito sul tempo. Accade di frequente nell'ambito delle telecomunicazioni, dove vari segnali vengono interpretati come processi gaussiani (ad esempio il rumore gaussiano).

## Alcune applicazioni
Un processo gaussiano può essere usato come distribuzione di probabilità a priori sulle funzioni nell'inferenza bayesiana.
L'inferenza per valori continui che fa uso di processi gaussiani è nota come regressione gaussiana e trova utilizzo in svariati campi, dall'automazione alla geostatistica (Kriging).
I processi gaussiani sono, inoltre, un potente strumento per l'interpolazione non lineare.